# Lukunga (distrikt)
Lukunga var till den administrativa reformen 2015 ett distrikt i Kinshasa. Det omfattade stadsdelarna (franska: communes) Barumbu, Gombe, Kinshasa, Kintambo, Lingwala, Mont-Ngafula och Ngaliema.